# یان اوستروولد
یان اوستروولد (انگلیسی: Jan Østervold; ۸ دسامبر ۱۸۷۶ – ۹ ژانویهٔ ۱۹۴۵) قایقران قایق بادبانی اهل نروژ بود.